# Jordi Sangrá
Jordi Sangrá Gibert (Ponts, 27 de julio de 1980) es un deportista español que compitió en piragüismo en la modalidad de eslalon. Ganó una medalla de bronce en el Campeonato Europeo de Piragüismo en Eslalon de 2000 en la prueba de C1 por equipos.
Participó en los Juegos Olímpicos de Atenas 2004, donde finalizó séptimo en la prueba de C1 individual.

## Palmarés internacional
| Campeonato Europeo | Campeonato Europeo | Campeonato Europeo | Campeonato Europeo |
| Año                | Lugar              | Medalla            | Evento             |
| ------------------ | ------------------ | ------------------ | ------------------ |
| 2000               | Mezzana (Italia)   | Medalla de bronce  | C1 por equipos     |